# Felben-Wellhausen
Felben-Wellhausen is een gemeente in het Zwitserse kanton Thurgau, en maakt deel uit van het district Frauenfeld.
Felben-Wellhausen telt 2307 inwoners.